# 알렉산더 알레슨
알렉산더 알레슨(Alexander Allerson, 1930년 5월 19일 ~ )은 독일의 배우, 성우, 텔레비전 배우이다.

## 영화
- 양지로의 여행 (1978년)
- 천사들의 그림자 (1976년)
- 너희가 나를 사랑하기만을 (1976년)
- 중국식 룰렛 (1976년)
- 잃어버린 사이보그 인간 (1974년)
- 루드비히 신들의 황혼 (1972년)
- 튜니티는 아직도 내 이름 (1972년)
- 비밀 지령 K (1968년)